# Javier Álamo
Javier Álamo Cruz (ur. 18 sierpnia 1988 w Gáldar) – hiszpański piłkarz występujący na pozycji pomocnika w Extremadura UD.